# Villa Stockey

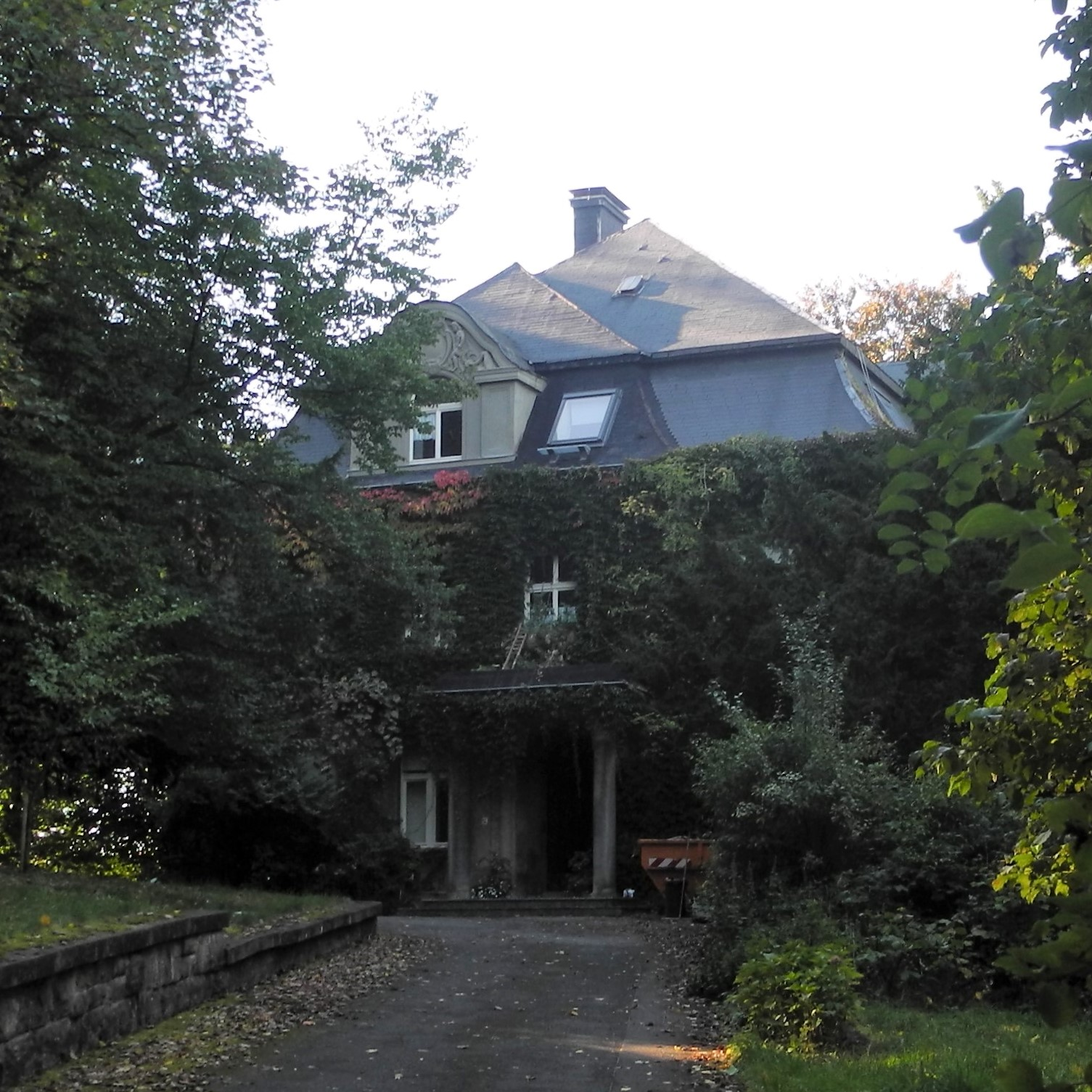

Die Villa Stockey, postalische Anschrift Heinrichstraße 20a, ist eine denkmalgeschützte Villa im Ennepetaler Ortsteil Milspe. Sie wurde 1913 erbaut.

## Beschreibung
Die Villa wurde im Auftrag des Fabrikanten Julius Stockey (Stockey & Schmitz Ennepetal) von dem Architektenbrüderpaar Peter und Emil Nau entworfen und diente zunächst der Familie Stockey als Wohnhaus. Es handelt sich um ein dreigeschossiges Gebäude mit rechteckigem Grundriss und Mansarddach, das an den Hauptseiten Vorbauten aufweist. Im Dach sind Gauben mit geschwungener Verdachung eingelassen, die teilweise figürlichen Stuckdekor besitzen.
Die Hausfront wird von dem Hauseingang dominiert. Der Portikus besitzt eine Haustür mit Lünette, Leistenschnitzwerk und ovale Fenster. Putzbänder mit Mittelstein als Fensterrahmung und Pilaster mit Zierkapitellen gliedern die Fassade des ersten Obergeschosses. Im Erdgeschoss und im Dachgeschoss sind Rundbogenfenster eingebaut, die Fensterbrüstungen sind durch schmale Lisenen gegliedert. An der schlicht gestalteten Südseite wird ein Portikus angedeutet. Zwei Ausbuchtungen strukturieren die Fassade dort zusätzlich.

## Garten
Ebenfalls zu dem Schutzbereich gehören Teile der gestalteten Gartenfläche, insbesondere die Terrasse mit beidseitigem Geländer, die Treppenanlagen mit Springbrunnen sowie die Zufahrt, die ein Tor mit flankierenden Türen und Mauerstücken besitzt. Der Zugang zum Garten mit seiner parkähnlich gestalteten Grünfläche, den Hecken, Blumen, Zierbeeten und Wasserbecken wird an der Nordseite der Villa durch einen großzügigen Altan mit vier Säulen und einer Freitreppe gewährleistet.

## Nutzung
Nach einer Nutzung als Wohnhaus, u. a. wohnte hier von 1948 bis zu seinem Tod 1954 der Industrielle Günther Quandt, diente die ehemalige Villa von 1963 bis 1998 als Verwaltungsgebäude der Stadt Ennepetal, die dort das Baudezernat unterbrachte. Seit 1998 wird das Gebäude wieder privat als Wohnhaus genutzt.